# Ciudad Nube
La Ciudad Nube o Ciudad de las Nubes (Cloud City en inglés) es una ciudad flotante del universo de La guerra de las galaxias. Aparece en las películas El imperio contraataca, (Episodio V de la saga) y Return of the Jedi (Episodio VI).
La Ciudad Nube es una gran metrópolis suspendida en los aires a una considerable altura de la superficie del planeta Bespin. Tiene forma de disco plateado y en su parte superior había edificios independientes. A lo largo de sus dimensiones había más de trescientos niveles, con torres de procesamiento de metales y puertos espaciales, y como población unos seis millones de habitantes. Esta ciudad era una colonia que extraía gas Tibanna del planeta y lo exportaba siendo una corporación independiente y prometedora. Estaba al margen del gremio minero y del Imperio Galáctico. 
En la Ciudad Nube había una especie llamada ugnaught, estos eran los trabajadores que operaban y construían máquinas de extracción de gas Tibana. 
Después de la batalla de Hoth, Han Solo, Leia Organa y Chewbacca volaron hasta Bespin buscando la ayuda de Lando Calrissian. Para esa época Lando era el barón Administrador de la Ciudad de las Nubes, teniendo como asistente a Lobot.
Sin embargo Calrissian por salvar a su colonia de la ocupación imperial, traicionó a su amigo Han Solo, después se dio cuenta de que Darth Vader no hizo un trato justo y que podía romperlo en cualquier momento. Así, Lando Calrissian se enfrentó al Imperio Galáctico y salvó a Leia Organa y a Chewbacca, con la esperanza de poder rescatar a Han Solo, que había sido congelado en carbonita.

## Universo expandido
- En los cómics de Star Wars se mostraba que inmediatamente después del Episodio VI Lando Calrissian se enfrentaba al Imperio Galáctico con ayuda de Luke Skywalker y los expulsaba a explotaciones mineras de menor importancia de las que sería expulsado tras la crisis de Thrawn. Calrissian dejaría en propiedad entonces la Ciudad Nube a sus mineros enanos ugnaughts.

- En el videojuego Star Wars Jedi Knight II: Jedi Outcast la Ciudad Nube era atacada por imperiales, contrabandistas y el Jedi oscuro Desann. Kyle Katarn, Calrissian y las fuerzas de seguridad los expulsaban con ayuda de fuerzas republicanas de la base en Sullust y Katarn eliminaba a la aprendiz de Desann, Tavion.

- Aparece también en el videojuego para PC Star Wars: Rebellion.

- Cloud City es el nombre de la cuarta ampliación del juego de cartas coleccionables Star Wars CCG. Consta de 180 cartas y fue publicada en noviembre de 1997.